# Cerkev sv. Jakoba, Šentjakob v Rožu
Rimskokatoliška župnijska cerkev Šentjakob v Rožu (nemško St. Jakob im Rosental) se nahaja v istoimenski občini Šentjakob v Rožu v  Zgornjem Rožu v političnem okraju Beljak-dežela na avstrijskem Južnem Koroškem. 
Župnija je pod zavetništvom svetega Jakoba starejšega ter spada pod dvojezično dekanijo Rožek Krške škofije. Do leta 1938 je bila uradno slovenska fara in je danes uradno dvojezična.   Župnijska cerkev je pod spomeniškim varstvom. 
- župnijska cerkev v Šentjakobu v Rožu
- ladja, pogled na kor
- ladja, pogled na galerijo

## Zgodovina
Cerkev je bila od sredine 12. stoletja do leta 1784 vključena v Benediktinski samostan Osoje.
Po turškem vdoru leta 1489 so nekdanjo cerkev s pevskim stolpom obnovili in razširili s pevskim stolpom, korom in zakristijo. Cerkev je leta 1972 uničil požar, ohranjen je bil kor, ladja s preddverjem in stolp pa sta bila obnovljena. Notranjost in krstilnico je leta 1989 preuredil arhitekt Felix Orsini-Rosenberg.
Delovanje številnih imenitnih koroško-slovenski kulturnih aktivistov in aktivistk ter ustvarjalcev in ustvarjalk, ki so mdr. tu pokopani, je dalo pokrajini ime (male) slovenske Atene. Med njih štejemo v Zgornjem Rožu: Ivan Arnejc, Jože Dobernik, Peter Markovič, Jože Petermann, anton Janežič, Simon Janežič, Karel Pečnik, Anton Nagele, Franc Rauter, Matija Ahacelj, Maria Magdalena Knafelj-Pleiweis.
- nagrobni kamen Antona Janežiča (1828-1869)
- skupni nagrobni kamen  Franca Treiberja  (1809-1878) in Janeza Hutterja Janeza Hutterja (1852-1932)
- nagrobni kamen Josipa Zeichna (1874-1939)
- nagrobni kamen Franca Šenka (1883-1953)

## Arhitektura
Zunanjost cerkve ima gotski prezbiterij z enostopenjskimi oporniki s tremi dvodelnimi lancetnimi okni z originalnim trakom, eno okno je zazidano. Prenovljeni stolp ima koničasto obokana zvočna okna in nov koničast stolpič. Novozgrajena ladja ima velika obokana okna, na jugu je prizidek zakristije z novim prizidkom. Predprostor pred zahodnim pročeljem ima širino ladje in okroglo obokana vhoda.
Notranjost cerkvene ladje je enotno. Pred korom je vmesni trakt pod stolpom z dvema okroglo obokanima skeletnima lokoma s širokimi razkritji in novim sklepnikom; na jugu je poznogotsko koničasto obokano dvokapno zakristijsko vhodno okno s starimi železnimi vrati, za katerim je stopnišče v stolpu. Kor brez preddverja ima petstebrni zaključek pod mrežastim rebrastim sklepnikom na konzolah z enim okroglim in več kvadratnimi ključnimi kamni; na jugu je vhod v novo zakristijo.
Stenske poslikave v ladji je leta 1991 ustvaril koroško-slovenski akademski slikar Valentin Oman.

## Notranja oprema
Glavni oltar iz leta 1656 ima dvoplastno strukturo nad majhnim podstavkom, v glavnem delu je edikula s stranskimi deli v obliki školjčnih niš, v osrednjem delu pa edikula nad majhnim podstavkom s hrustančnimi volutami in monštranco kot krono. Celoten oltar je prekrit z občutljivimi hrustančnimi oblogami, sadnimi obeski in glavicami kerubov; na njem so osrednja figura svetega Jakoba Starejšega ter stranski figuri svetega romarja in svetega Florijana, kot zgornja figura pa je upodobljen sveti škof.
Številni nagrobni kamni in spomeniki krasijo pokopališče in zidove cerkve.

## sklici
1. ↑   Bojan-Ilija Schnabl: Pfarrkarte der Diözese Gurk/Krška škofija 1924. V: Enciklopedija slovenske kulturne zgodovine na Koroškem, Dunaj, Weimar, Köln, (Böhlau) 2016, 2. zv., str. 1027-1034.
2. ↑  Seznam_dekanij_Krške_škofije
3. ↑  "Slovenske Atene", ali "male slovenske Atene" (po Pavlu Zablatniku), glej: Bojan-Ilij Schnabl: Rosental/Rož. V: Enciklopedija slovenske kulturne zgodovine na Koroškem, Dunaj, Weimar, Köln, (Böhlau) 2016, 3. zv., str. 1131-1136, tu 1134
4. ↑  https://www.oman-valentin.com/